# اینجانلو
اینجانلو، روستایی در دهستان اترک بخش مرکزی شهرستان مانه در استان خراسان شمالی ایران است.

## مردم‌شناسی و آثار
گویش روستا کرمانجی است که شاخه‌ای بزرگ از زبان کردی می‌باشد. شغل مردم کشاورزی و دامپروری است و از آثار باستانی این روستا می‌توان به تپه گبران که به عنوان اثر ملی ثبت شده، و تپه سیزده نام برد که در گذشته مرکز کشتی چوخه در سطح منطقه بجنورد و مانه سملقان بود که پهلوانان از دوردست و از اطراف این مناطق به رقابتی سالم می‌پرداختند که متأسفانه بعد از انقلاب این سنت دیرین و با شکوه از بین رفت. هم‌زمان قبل از مراسم کشتی رقص دسته‌جمعی محلی به صورت مخلوط زن و مرد یا در دو گروه جدا گانه کنار هم انجام می‌شد. از محصولات کشاورزی این روستا می‌توان پنبه، گندم، جو و برنج هم نام برد.

## جمعیت
بر پایه سرشماری عمومی نفوس و مسکن در سال ۱۳۹۵، جمعیت این روستا برابر با ۷۵ نفر (۲۷ خانوار) بوده‌است.